# Lukavac (Valjevo)
Lukavac (in cirillico Лукавац) è un centro abitato della Serbia, compreso nel comune di Valjevo.

## Galleria d'immagini

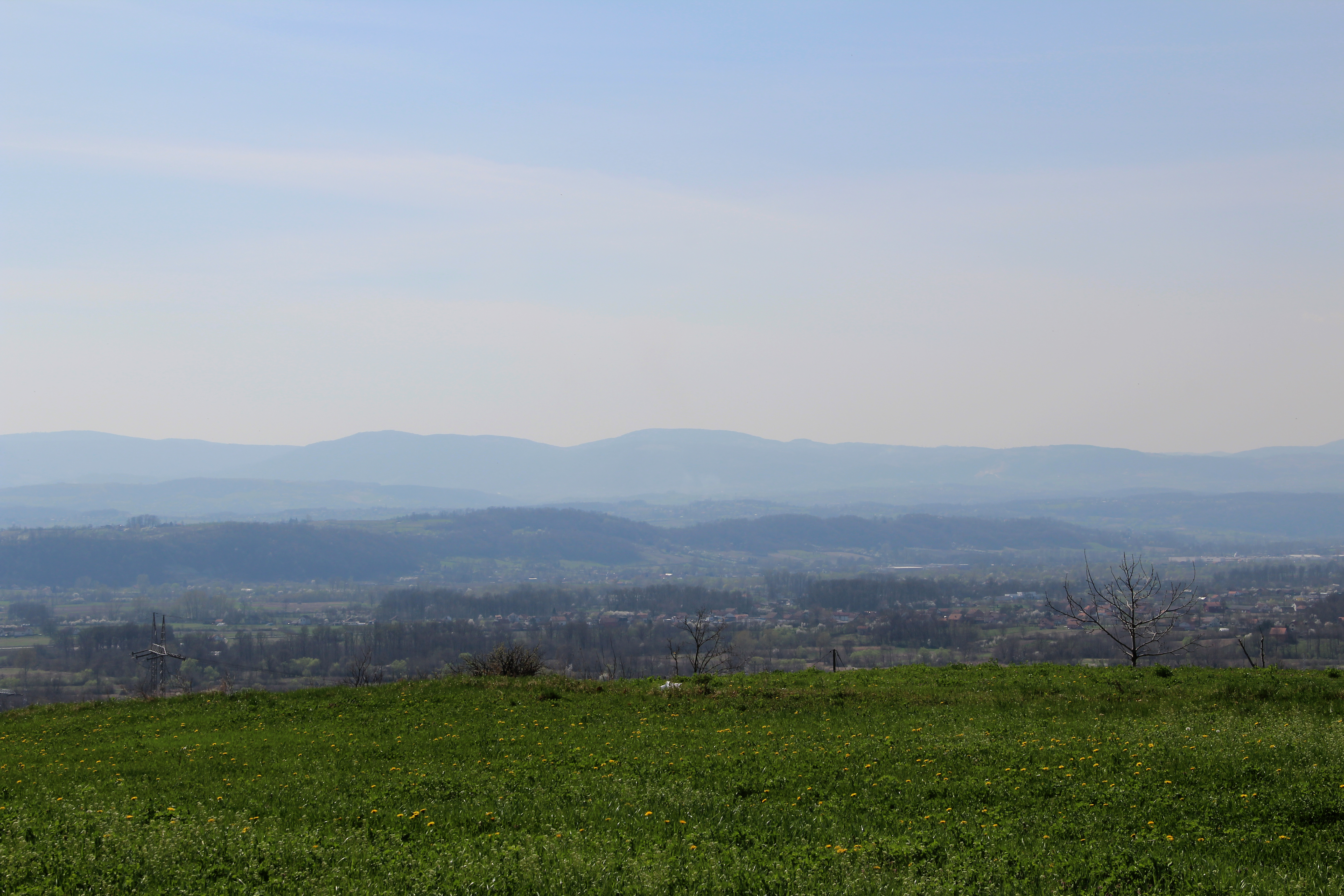
Lukavac, panorama
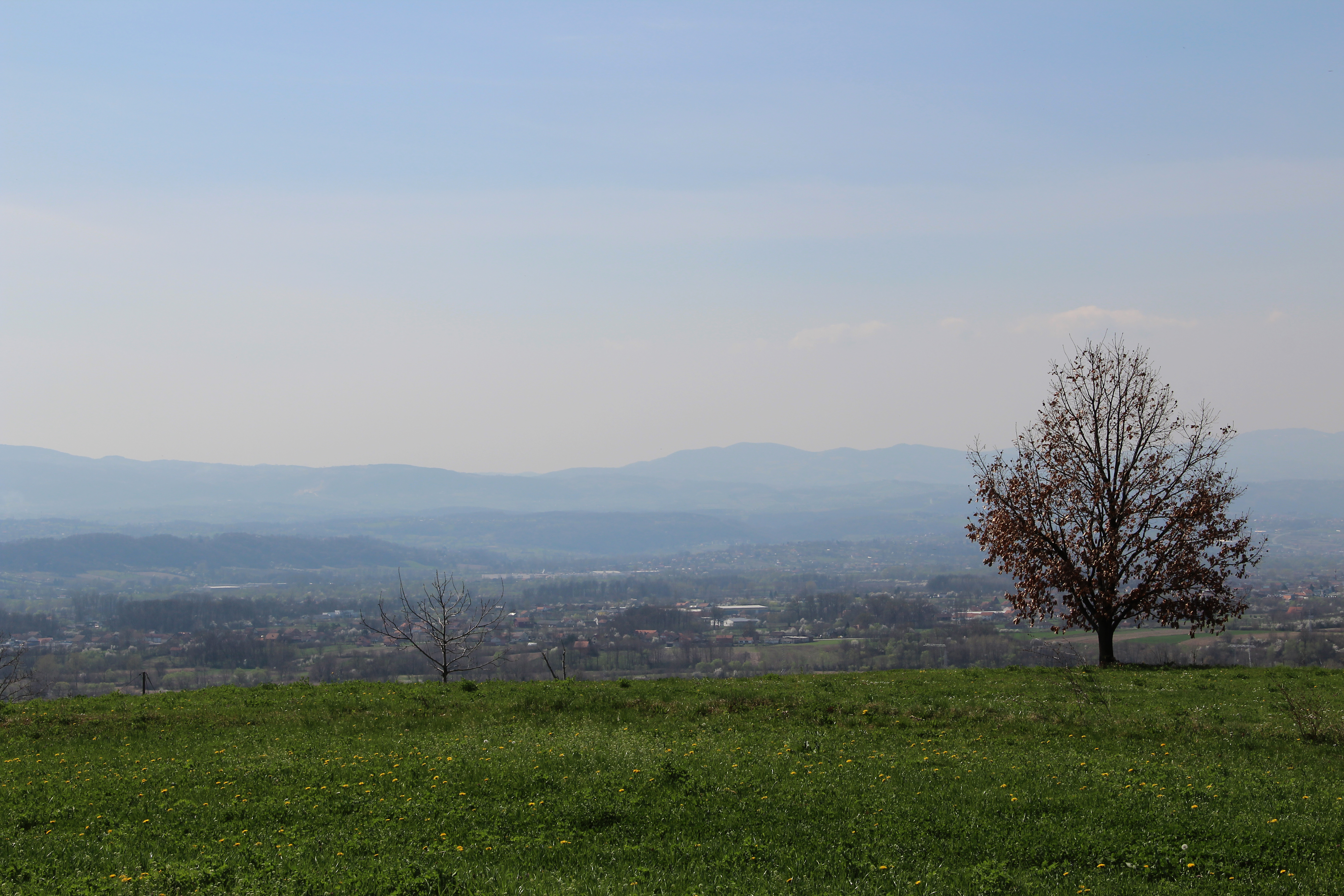
Lukavac, panorama
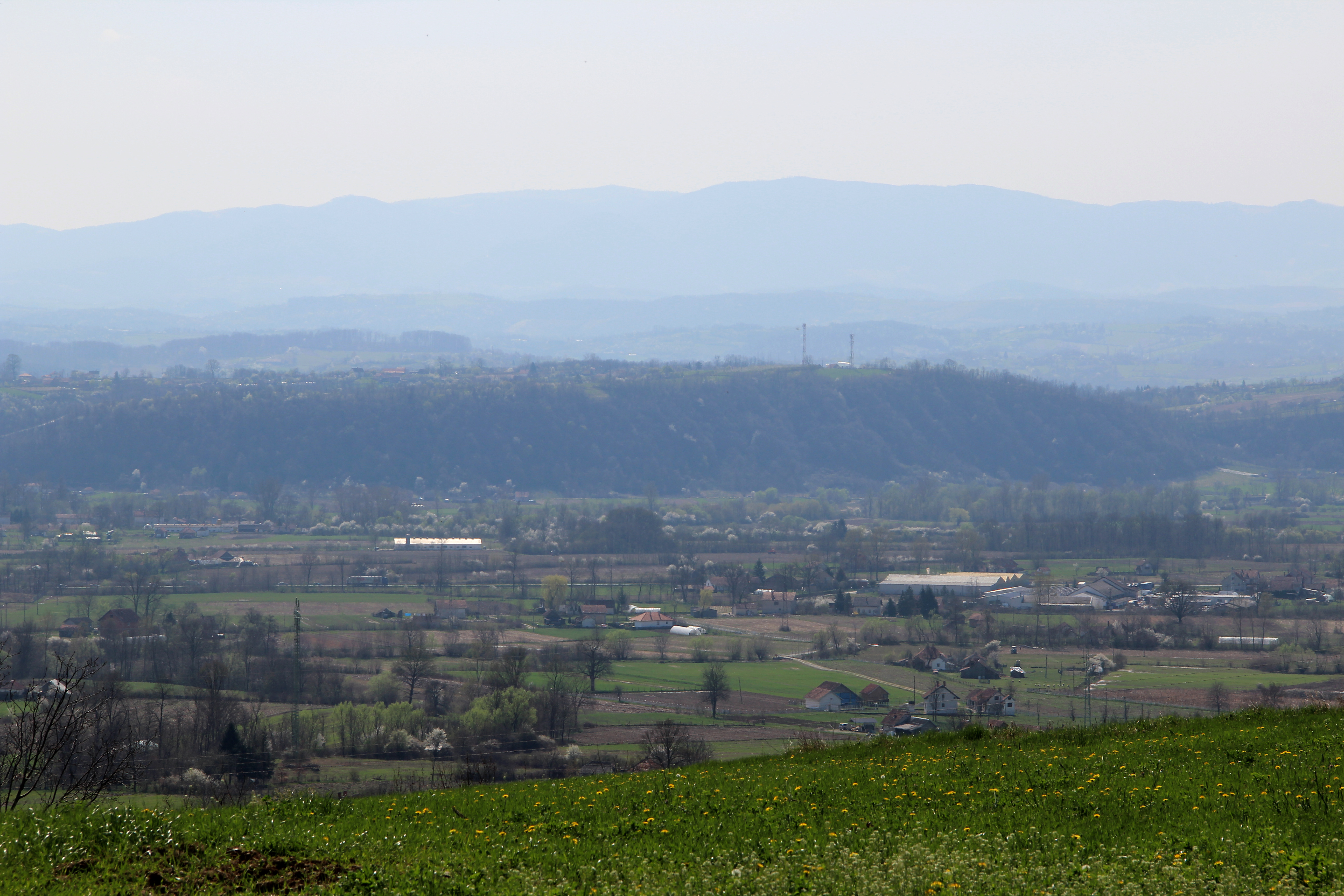
Lukavac, panorama
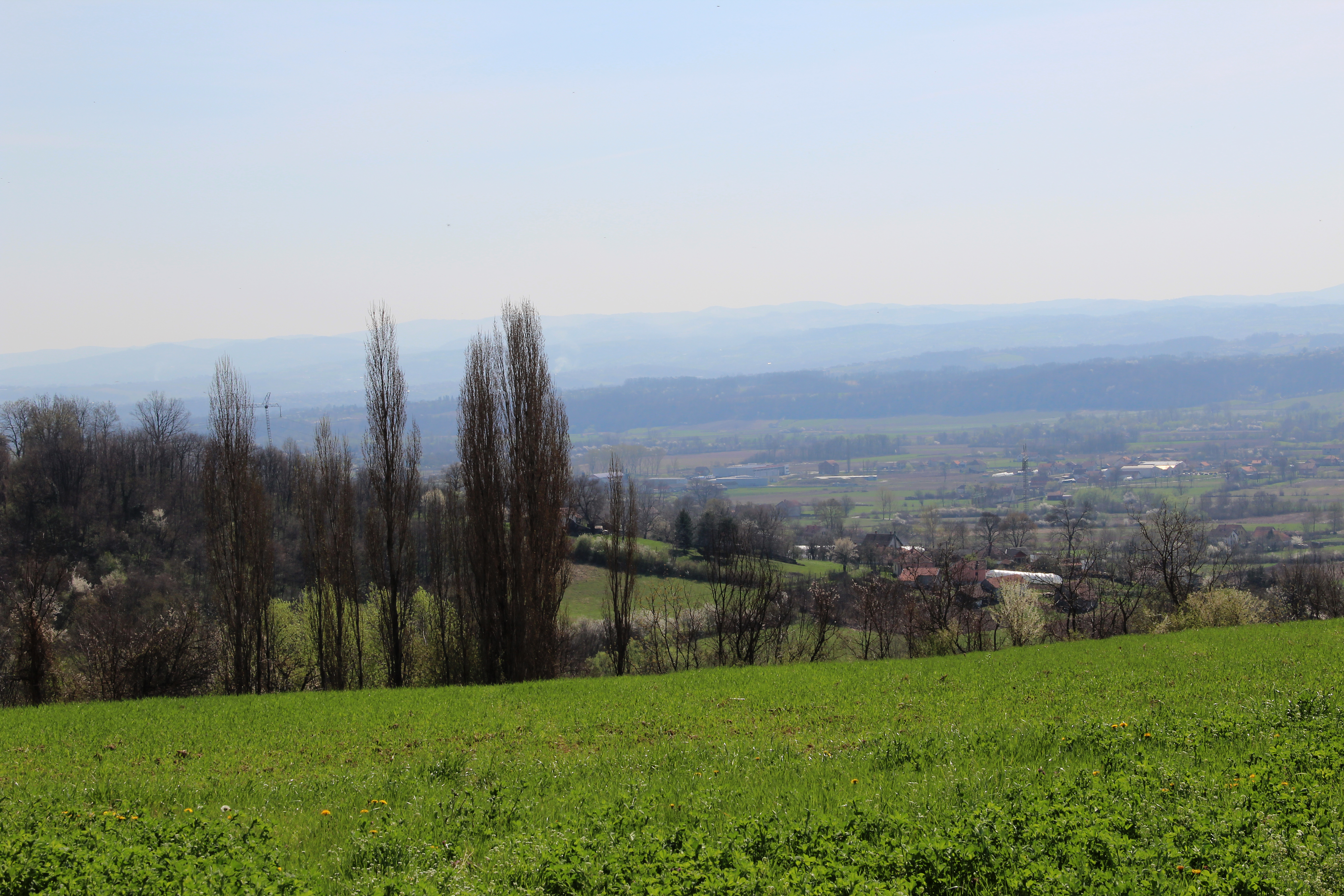
Lukavac, panorama
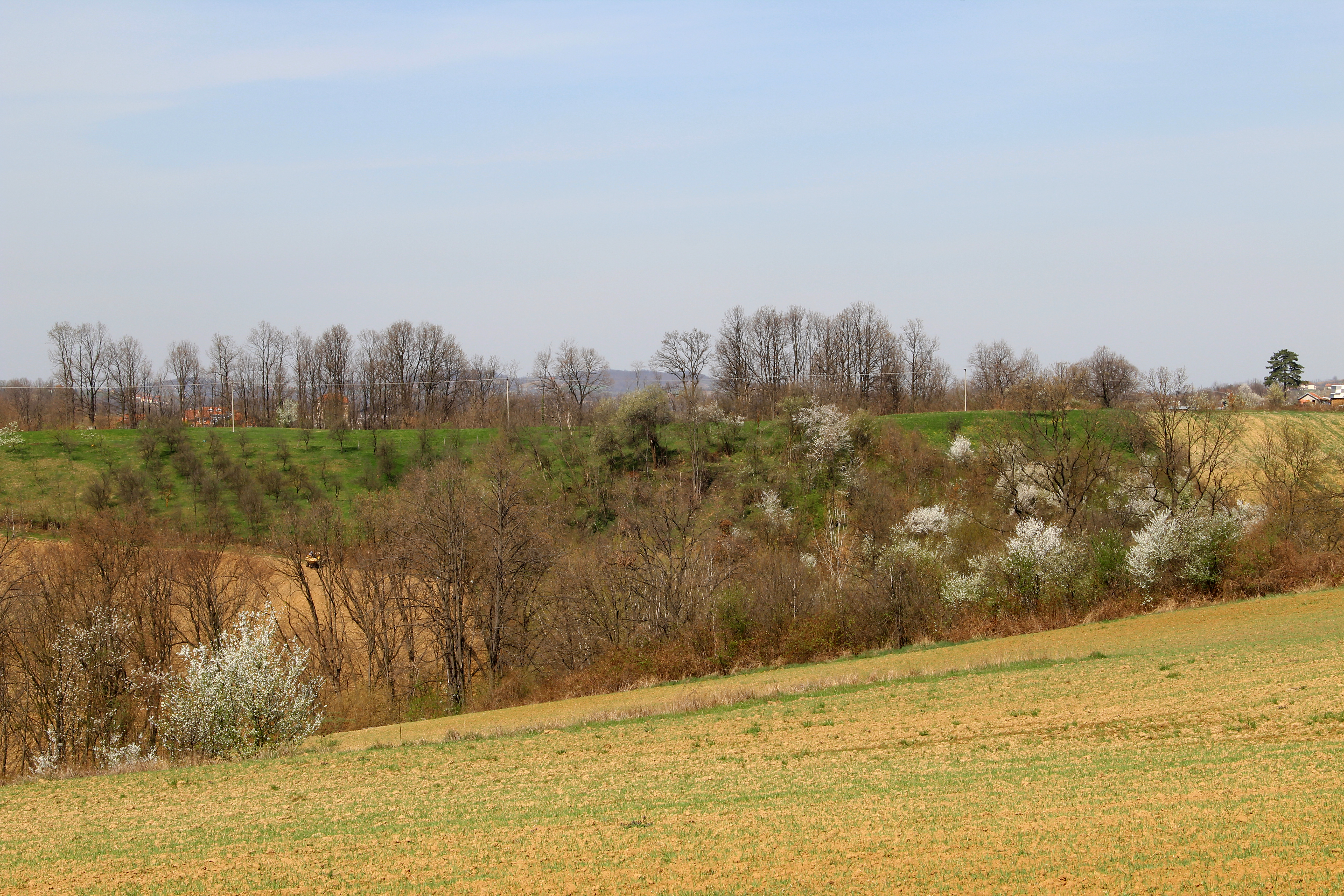
Lukavac, panorama
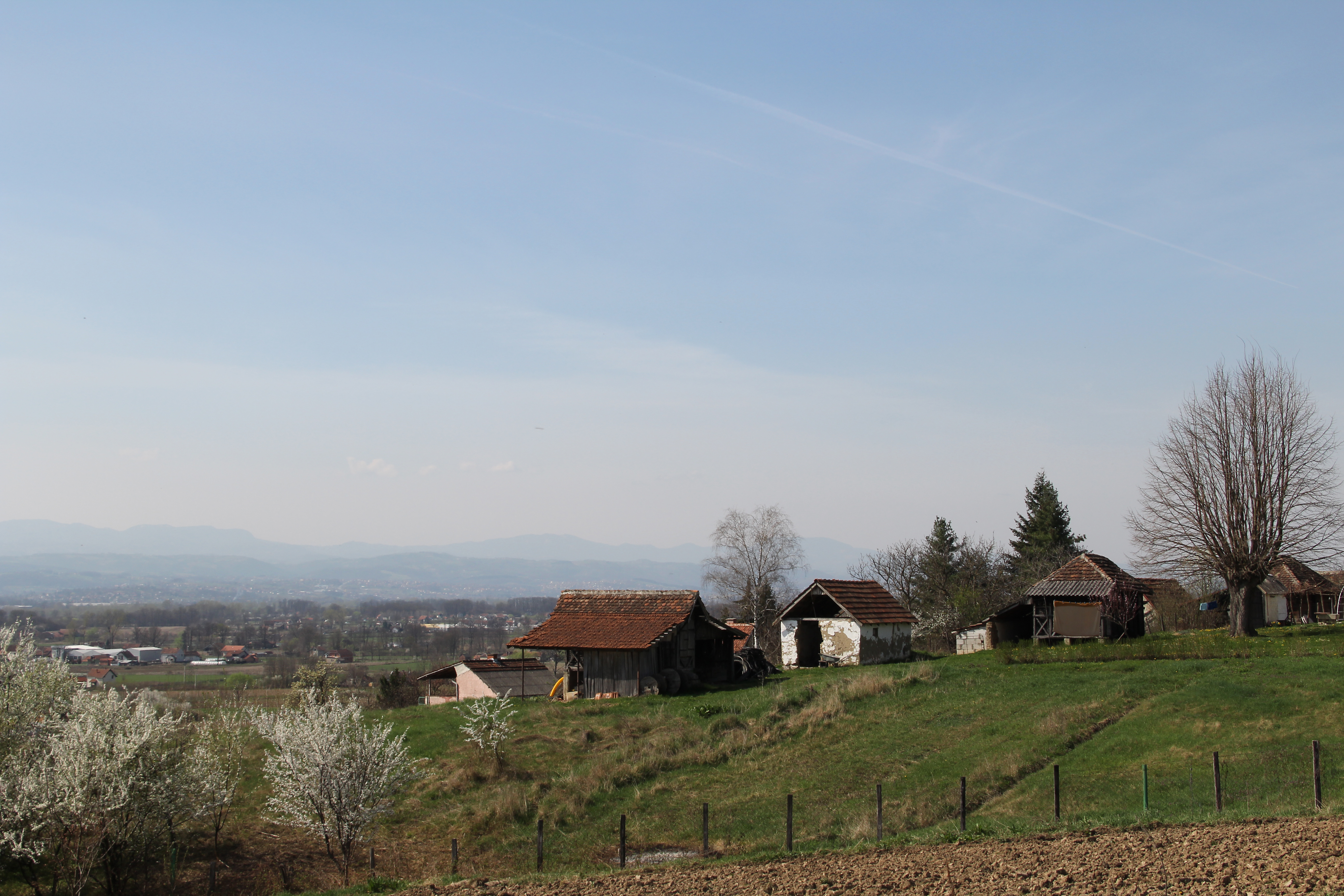
Lukavac, abitazioni rurali
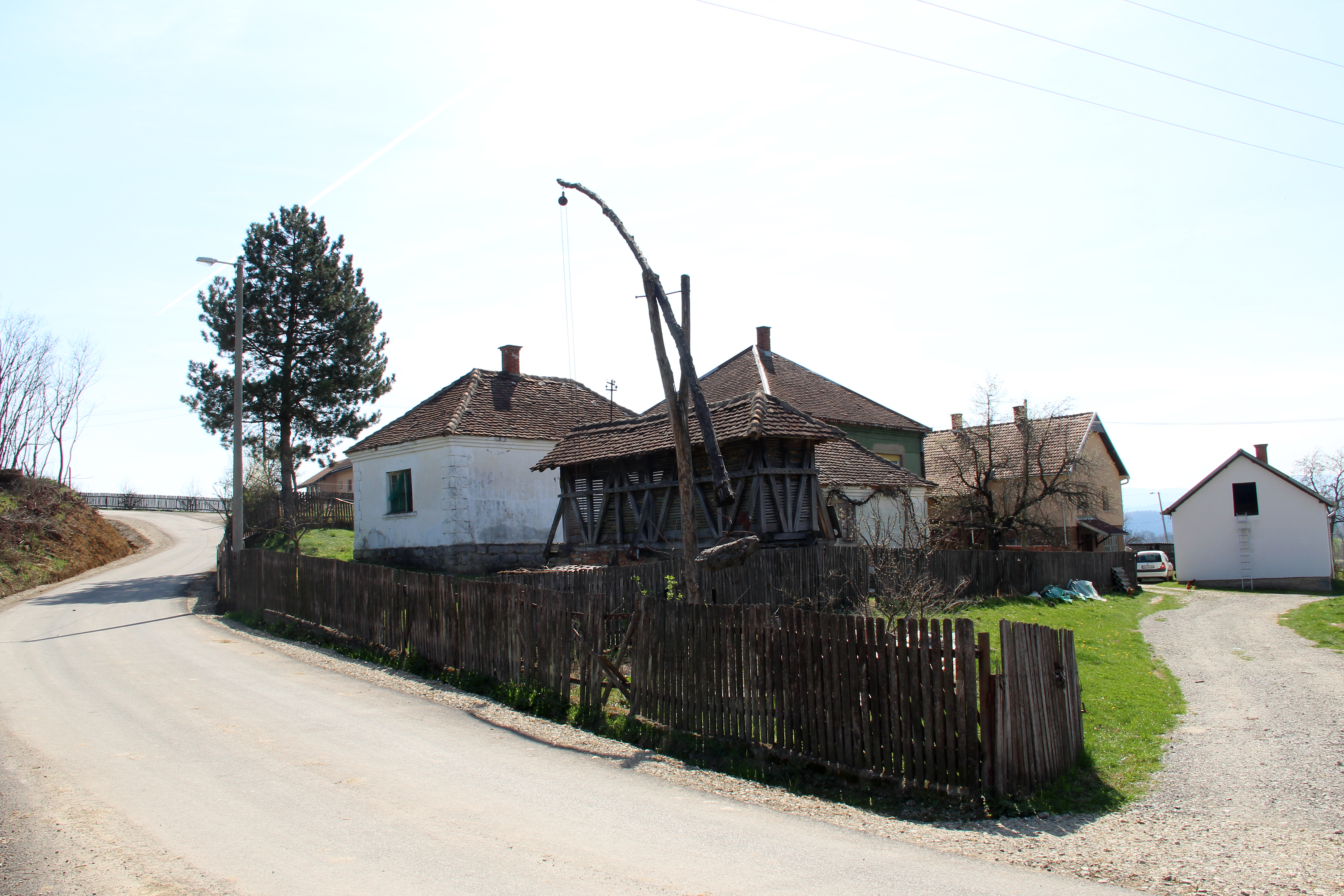
Lukavac, abitazioni rurali
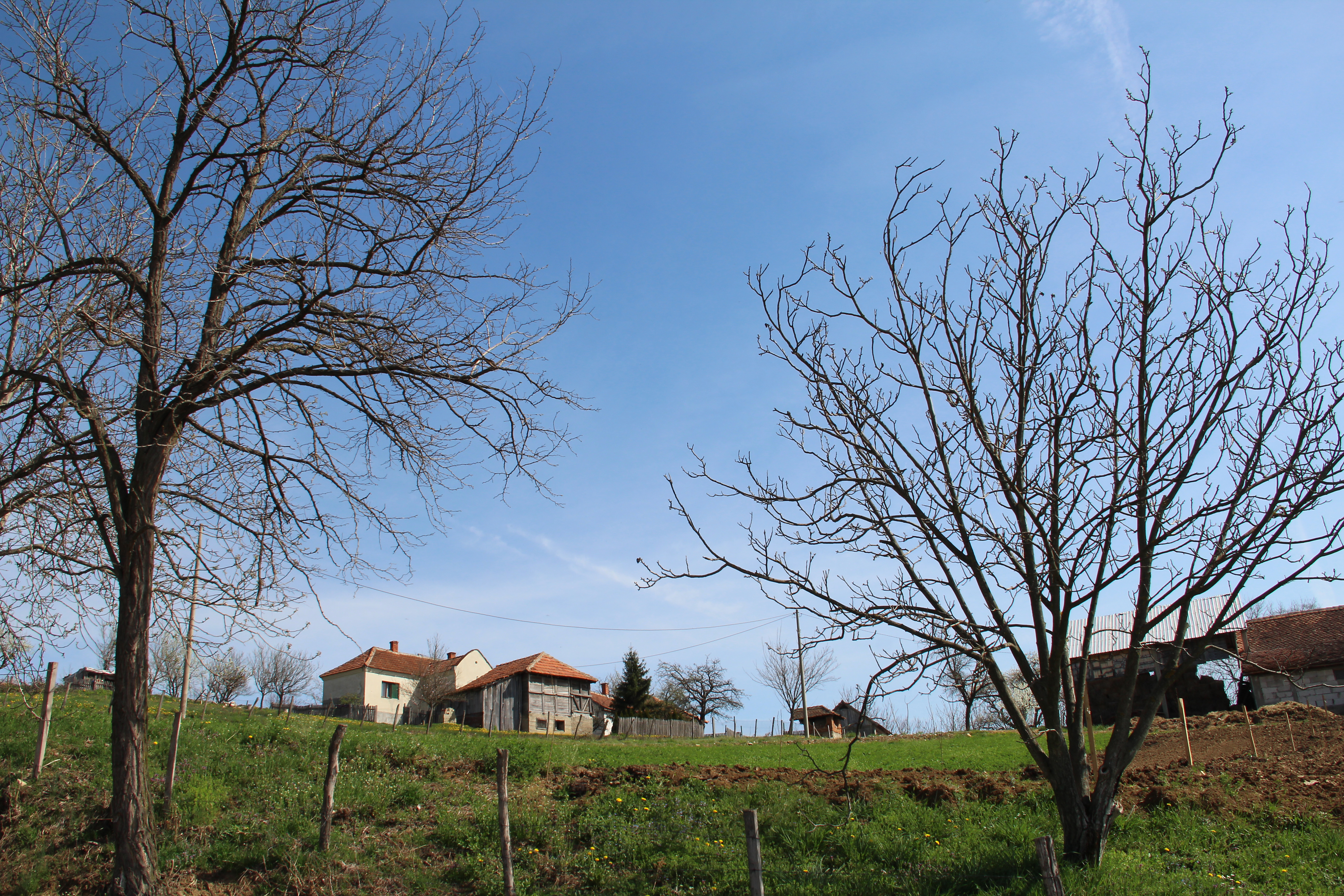
Lukavac, abitazioni rurali